# 長野県道471号奥志賀公園線
長野県道471号奥志賀公園線（ながのけんどう471ごう おくしがこうえんせん）は、長野県下高井郡山ノ内町大字平穏の蓮池地区から山ノ内町大字夜間瀬の奥志賀高原地区に至る道路（県道）である。全線、志賀高原内を通っている。1998年長野オリンピック開催前に大幅に改修された。接続する長野県道502号奥志賀公園栄線との総称で奥志賀スーパー林道とも呼ばれている。

## 概要

### 路線データ
- 起点：長野県下高井郡山ノ内町大字平穏・蓮池地区（国道292号交点）
- 終点：長野県下高井郡山ノ内町大字夜間瀬・奥志賀高原地区（長野県道502号奥志賀公園栄線起点）

## 路線状況

### 実質的なバイパス
- 山ノ内町道大松大洞沢線（下高井郡山ノ内町大字平穏字大松 - 志賀高原プリンスホテル - 長野県下高井郡山ノ内町大字夜間瀬字大洞沢）
  - おおむね下記の冬季通行止め区間と同じ、一ノ瀬から奥志賀高原までの間。

### 冬季通行止め
- 下高井郡山ノ内町大字平穏字山ノ神（一ノ瀬処理場入口） - アライタ沢 - 長野県下高井郡山ノ内町大字夜間瀬字大洞沢（山ノ内町道大松大洞沢線終点）
  - 11月下旬 - 翌年5月中旬。この区間は、山ノ内町道大松大洞沢線を迂回することができるので、通行止め期間でも、奥志賀高原地区までは行くことができる。
    - この区間は迂回路とは言っても焼額山スキー場の開発とともに作られ、カーブなど古い作りの道が続く岩菅山の山すそを通らずに最短距離で奥志賀高原へ抜けるため、現在はこちらがメインルートとなっている。

### トンネル
- 志賀1号トンネル
  - ジャイアントスキー場直下にあり、蓮池方面から来ると、トンネルに入る直前にスキーリフトが上空を横切っている。
- 志賀2号トンネル
  - 蓮池方面から来ると、清水公園経由の横湯川の谷を橋で乗り越えて、トンネルに入る。
- 志賀3号トンネル
  - 発哺温泉へ行く場合は、このトンネルを通らずに、トンネル前後で分岐し西側を通る旧道を経由する。

## 地理
沿線には、スキー場が並び、自然が豊かである。下記のうち、スキー場は、すべて志賀高原スキー場に属する。
- 蓮池
- 清水公園
  - 名の通り、清水の湧き出ている所。ここから大沼池まで徒歩約1時間。
- 発哺温泉
- 発哺ブナ平スキー場
- 東館山スキー場
  - 長野オリンピックの会場となった。
- 高天ヶ原神社
  - 春と秋に例祭があり、大晦日にはお神酒のふるまいがある。
- たかまがはら温泉
- 高天ヶ原マンモススキー場
- 東館山
  - 山頂近くに東館山高山植物園、東館山神社がある。
- 寺子屋スキー場
- 西館山スキー場
- 西館山
- 高天ヶ原湿原
- タンネの森オコジョスキー場
- 一ノ瀬ファミリースキー場
  - 毎年、年越しイベントが行われている。
- 一ノ瀬神社
  - 一ノ瀬ファミリースキー場の年越しイベントに合わせて、お神酒のふるまいがある。
- 雑魚川
  - 信濃川水系の川で、岩菅山の西や高天ヶ原湿原を源に、切明温泉で中津川に合流する。
- 焼額山
  - 山頂に稚児池がある。
- 一ノ瀬ダイヤモンドスキー場
- 一ノ瀬山の神スキー場
- 焼額山スキー場
  - 長野オリンピックの会場となった
- 志賀高原プリンスホテル
- アライタ沢
  - 岩菅山の西で上条用水路とに別れ、志賀高原プリンスホテル東館の北東側で雑魚川に合流する。合流部より上流の雑魚川は湿原を含む平坦な地形に比べ、山から直接下る沢は急峻な流れとなっている。
    - 上条用水路は江戸時代から作られ、タンネの森スキー場付近で雑魚川源流の高天ヶ原湿原とも接続するものの、西へ流れて五輪山を通り湯田中温泉近くの上条まで続く。その後、志賀高原西側の水系の夜間瀬川へ、そして千曲川（信濃川）へと続く。
- 奥志賀高原スキー場
- 奥志賀高原ホテル

### 通過する自治体
- 長野県
  - 下高井郡
    - 山ノ内町

### 交差する道路
- 国道292号（長野県下高井郡山ノ内町大字平穏・蓮池地区）
- 山ノ内町道大松大洞沢線（下高井郡山ノ内町大字平穏字大松、長野県下高井郡山ノ内町大字夜間瀬字大洞沢）
- 長野県道502号奥志賀公園栄線（長野県下高井郡山ノ内町大字夜間瀬・奥志賀高原地区）